# Lobohalacarus subterraneus
Lobohalacarus subterraneus är en kvalsterart som beskrevs av Bartsch 1995. Lobohalacarus subterraneus ingår i släktet Lobohalacarus och familjen Halacaridae. Inga underarter finns listade i Catalogue of Life.